# 欧根·勒菲内
欧根·勒菲内（俄语：Евгений Левине，1883年5月10日—1919年6月5日）德国共产主义革命家，短暂政权巴伐利亚苏维埃共和国领导人之一。勒菲内生于圣彼得堡富裕的犹太人家庭，第一次世界大战期间短暂入伍，战后加入德国共产党，1919年5月13日被捕，期间曾得到爱因斯坦电报声援延迟判决，后被判处死刑并执行。